# Final de la Copa Colombia 2024
La final de la Copa Colombia 2024 fue una serie de partidos de fútbol que se disputaron entre América de Cali y Atlético Nacional con el propósito de definir el campeón de la Copa Colombia en su edición 2024, competición que reúne a todos los equipos profesionales del fútbol colombiano —Categoría Primera A y Categoría Primera B—. Esta fue la séptima final de este torneo para el Atlético Nacional, disputando y saliendo campeón en las finales de 2012, 2013, 2016, 2018, 2021 y 2023. Fue la primera final del América de Cali en este torneo ya que solamente pudo ubicarse en la semifinal de la Copa Colombia 1989. Así como en las seis ocasiones anteriores, Atlético Nacional se coronó campeón de la competencia, alcanzando así su séptimo título.
Además, fue la primera final por copa de la histórica rivalidad entre Atlético Nacional y América de Cali, dos de los clubes más importantes y exitosos del fútbol colombiano.
El partido de vuelta fue finalizado al minuto 84' por incidentes cuando iba 0-0, posteriormente la Comisión Disciplinaria de Dimayor decretó victoria de Atlético Nacional por 3-0.

## Llave
| Bandera del departamento de Antioquia | vs. |                     |
| ------------------------------------- | --- | ------------------- |
| Atlético Nacional 6 3                 | vs. | América de Cali 1 0 |

## Estadios
| Medellín                  | Cali                              |
| ------------------------- | --------------------------------- |
| Estadio Atanasio Girardot | Estadio Olímpico Pascual Guerrero |
| Capacidad: 45.000         | Capacidad: 37.889                 |
|                           |                                   |

## Camino a la final
Nota: América de Cali y  Atlético Nacional clasificaron de manera directa a los octavos de final por haber clasificado a la Copa Sudamericana 2024 y la Copa Libertadores 2024 por lo que no disputaron las fases previas.

### América de Cali
| 25 de septiembre                                                  | Octavos de final | Olímpico Pascual Guerrero Cali         | América de Cali      | 2 : 0 | La Equidad           |
| 2 de octubre                                                      | Octavos de final | Estadio El Campín, Bogotá              | La Equidad           | 0 : 0 | América de Cali      |
| América de Cali clasificó a cuartos de final con un global de 2:0 |                  |                                        |                      |       |                      |
| 17 de octubre                                                     | Cuartos de final | Olímpico Pascual Guerrero Cali         | América de Cali      | 2 : 0 | Deportivo Cali       |
| 23 de octubre                                                     | Cuartos de final | Estadio Deportivo Cali, Palmira        | Deportivo Cali       | 0 : 0 | América de Cali      |
| América de Cali clasificó a las semifinales con un global de 2:0  |                  |                                        |                      |       |                      |
| 30 de octubre                                                     | Semifinales      | Estadio Américo Montanini, Bucaramanga | Atlético Bucaramanga | 1 : 1 | América de Cali      |
| 17 de noviembre                                                   | Semifinales      | Olímpico Pascual Guerrero Cali         | América de Cali      | 0 : 0 | Atlético Bucaramanga |
| América de Cali clasificó a la final al ganar 5:4 en penales      |                  |                                        |                      |       |                      |

|  |                     |
|  | Triunfo de América. |
|  | Empate.             |
|  | Derrota de América. |

### Atlético Nacional
| 16 de septiembre                                                      | Octavos de final | Estadio Armando Maestre Pavajeau Valledupar | Alianza F. C.          | 1 : 3 | Atlético Nacional      |
| 19 de septiembre                                                      | Octavos de final | Atanasio Girardot, Medellín                 | Atlético Nacional      | 2 : 1 | Alianza F. C.          |
| Atlético Nacional clasificó a cuartos de final con un global de 5:2   |                  |                                             |                        |       |                        |
| 19 de octubre                                                         | Cuartos de final | Estadio Jaraguay, Montería                  | Jaguares               | 1 : 3 | Atlético Nacional      |
| 24 de octubre                                                         | Cuartos de final | Atanasio Girardot, Medellín                 | Atlético Nacional      | 2 : 1 | Jaguares               |
| Atlético Nacional se clasificó a las semifinales con un global de 5:2 |                  |                                             |                        |       |                        |
| 31 de octubre                                                         | Semifinales      | Atanasio Girardot, Medellín                 | Atlético Nacional      | 2 : 0 | Independiente Medellín |
| 17 de noviembre                                                       | Semifinales      | Estadio Atanasio Girardot, Medellín         | Independiente Medellín | 1 : 0 | Atlético Nacional      |
| Atlético Nacional se clasificó a la final con un global de 2:1        |                  |                                             |                        |       |                        |

|  |                               |
|  | Triunfo de Atlético Nacional. |
|  | Empate.                       |
|  | Derrota de Atlético Nacional. |

#### Partido de Ida
| 1          | Guardameta     | David Ospina          |  |
| 6          | Defensa        | Andrés Román 83'      |  |
| 3          | Defensa        | Juan Felipe Aguirre   |  |
| 16         | Defensa        | William Tesillo       |  |
| 77         | Defensa        | Álvaro Angulo         |  |
| 32         | Centrocampista | Sebastian Guzmán      |  |
| 21         | Centrocampista | Jorman Campuzano      |  |
| 8          | Centrocampista | Edwin Cardona 69'     |  |
| 29         | Delantero      | Andrés Sarmiento 69'  |  |
| 18         | Delantero      | Marino Hinestroza 77' |  |
| 9          | Delantero      | Alfredo Morelos 83'   |  |
| Entrenador | Entrenador     | Efraín Juárez         |  |

| 12         | Guardameta     | Jorge Soto               |  |
| 2          | Defensa        | Daniel Bocanegra         |  |
| 3          | Defensa        | Éder Álvarez Balanta 21' |  |
| 23         | Defensa        | Brayan Medina            |  |
| 21         | Centrocampista | Edwin Velasco 69'        |  |
| 17         | Centrocampista | Harold Rivera 81'        |  |
| 32         | Centrocampista | Franco Leys              |  |
| 92         | Centrocampista | Yerson Candelo           |  |
| 7          | Delantero      | Cristian Barrios         |  |
| 11         | Delantero      | Duván Vergara            |  |
| 9          | Delantero      | Rodrigo Holgado 69'      |  |
| Entrenador | Entrenador     | Jorge da Silva           |  |

| 10 | Centrocampista | Pablo Ceppelini 69' |  |  |
| 19 | Delantero      | Kevin Viveros 69'   |  |  |
| 27 | Delantero      | Dairon Asprilla 77' |  |  |
| 80 | Centrocampista | Juan Zapata 83'     |  |  |
| 20 | Defensa        | Joan Castro 83'     |  |  |

| 4  | Defensa        | Andrés Mosquera 21' |  |  |
| 20 | Delantero      | Adrián Ramos 69'    |  |  |
| 36 | Centrocampista | Josen Escobar 69'   |  |  |
| 25 | Centrocampista | Alexis Zapata 81'   |  |  |
|    |                |                     |  |  |

| Anotado | 30 | Andrés Román      |  |  |  | 1 - 1 |
| Anotado | 49 | Marino Hinestroza |  |  |  | 2 - 1 |
| Anotado | 72 | Alfredo Morelos   |  |  |  | 3 - 1 |

| Anotado | 6' | Duván Vergara | 0-1 |  |  |  |

|  |  |  |
|  |  |  |

|  |  |  |
|  |  |  |
|  |  |  |

|  |  |  |

|  |  |  |

| Árbitro             | Bismark Santiago  |
| Árbitros asistentes | Mario Tarache     |
| Árbitros asistentes | Daniel Alzate     |
| Cuarto árbitro      | Carlos Márquez    |
| Árbitro VAR         | Lisandro Castillo |
| Asistente VAR       | Alexander Guzmán  |

| 1          | Guardameta     | David Ospina          |  |
| 6          | Defensa        | Andrés Román 83'      |  |
| 3          | Defensa        | Juan Felipe Aguirre   |  |
| 16         | Defensa        | William Tesillo       |  |
| 77         | Defensa        | Álvaro Angulo         |  |
| 32         | Centrocampista | Sebastian Guzmán      |  |
| 21         | Centrocampista | Jorman Campuzano      |  |
| 8          | Centrocampista | Edwin Cardona 69'     |  |
| 29         | Delantero      | Andrés Sarmiento 69'  |  |
| 18         | Delantero      | Marino Hinestroza 77' |  |
| 9          | Delantero      | Alfredo Morelos 83'   |  |
| Entrenador | Entrenador     | Efraín Juárez         |  |

| 12         | Guardameta     | Jorge Soto               |  |
| 2          | Defensa        | Daniel Bocanegra         |  |
| 3          | Defensa        | Éder Álvarez Balanta 21' |  |
| 23         | Defensa        | Brayan Medina            |  |
| 21         | Centrocampista | Edwin Velasco 69'        |  |
| 17         | Centrocampista | Harold Rivera 81'        |  |
| 32         | Centrocampista | Franco Leys              |  |
| 92         | Centrocampista | Yerson Candelo           |  |
| 7          | Delantero      | Cristian Barrios         |  |
| 11         | Delantero      | Duván Vergara            |  |
| 9          | Delantero      | Rodrigo Holgado 69'      |  |
| Entrenador | Entrenador     | Jorge da Silva           |  |

| 10 | Centrocampista | Pablo Ceppelini 69' |  |  |
| 19 | Delantero      | Kevin Viveros 69'   |  |  |
| 27 | Delantero      | Dairon Asprilla 77' |  |  |
| 80 | Centrocampista | Juan Zapata 83'     |  |  |
| 20 | Defensa        | Joan Castro 83'     |  |  |

| 4  | Defensa        | Andrés Mosquera 21' |  |  |
| 20 | Delantero      | Adrián Ramos 69'    |  |  |
| 36 | Centrocampista | Josen Escobar 69'   |  |  |
| 25 | Centrocampista | Alexis Zapata 81'   |  |  |
|    |                |                     |  |  |

| Anotado | 30 | Andrés Román      |  |  |  | 1 - 1 |
| Anotado | 49 | Marino Hinestroza |  |  |  | 2 - 1 |
| Anotado | 72 | Alfredo Morelos   |  |  |  | 3 - 1 |

| Anotado | 6' | Duván Vergara | 0-1 |  |  |  |

|  |  |  |
|  |  |  |

|  |  |  |
|  |  |  |
|  |  |  |

|  |  |  |

|  |  |  |

| Árbitro             | Bismark Santiago  |
| Árbitros asistentes | Mario Tarache     |
| Árbitros asistentes | Daniel Alzate     |
| Cuarto árbitro      | Carlos Márquez    |
| Árbitro VAR         | Lisandro Castillo |
| Asistente VAR       | Alexander Guzmán  |

#### Partido de Vuelta
| 12         | Guardameta     | Jorge Soto           |  |
| 2          | Defensa        | Daniel Bocanegra 24' |  |
| 14         | Defensa        | Marcos Mina          |  |
| 23         | Defensa        | Brayan Medina        |  |
| 21         | Centrocampista | Alexis Zapata        |  |
| 17         | Centrocampista | Harold Rivera        |  |
| 32         | Centrocampista | Franco Leys 46'      |  |
| 92         | Centrocampista | Yerson Candelo 66'   |  |
| 7          | Delantero      | Cristian Barrios     |  |
| 11         | Delantero      | Duván Vergara        |  |
| 9          | Delantero      | Rodrigo Holgado 79'  |  |
| Entrenador | Entrenador     | Jorge da Silva       |  |

| 1          | Guardameta     | David Ospina          |  |
| 6          | Defensa        | Andrés Román          |  |
| 3          | Defensa        | Juan Felipe Aguirre   |  |
| 16         | Defensa        | William Tesillo       |  |
| 77         | Defensa        | Álvaro Angulo         |  |
| 32         | Centrocampista | Sebastian Guzmán      |  |
| 21         | Centrocampista | Jorman Campuzano      |  |
| 8          | Centrocampista | Edwin Cardona 57'     |  |
| 29         | Delantero      | Andrés Sarmiento 68'  |  |
| 18         | Delantero      | Marino Hinestroza 46' |  |
| 9          | Delantero      | Alfredo Morelos 81'   |  |
| Entrenador | Entrenador     | Efraín Juárez         |  |

| 5  | Defensa        | Jeisson Palacios 24' |  |  |
| 20 | Delantero      | Adrián Ramos 46'     |  |  |
| 36 | Centrocampista | Josen Escobar 66'    |  |  |
| 16 | Delantero      | Felipe Gómez 79'     |  |  |
|    |                |                      |  |  |

| 10 | Centrocampista | Pablo Ceppelini 68' |  |  |
| 19 | Delantero      | Kevin Viveros 57'   |  |  |
| 27 | Delantero      | Dairon Asprilla 46' |  |  |
| 20 | Defensa        | Joan Castro 81'     |  |  |

|  |  |  |  |  |  |  |
|  |  |  |  |  |  |  |

|  |  |  |  |  |  |
|  |  |  |  |  |  |

|  |  |  |
|  |  |  |

|  |  |  |
|  |  |  |
|  |  |  |

|  |  |  |

|  |  |  |

| Árbitro             | José Ortiz      |
| Árbitros asistentes | Jhon Gallego    |
| Árbitros asistentes | Elkin Charrys   |
| Cuarto árbitro      | Ferney Trujillo |
| Árbitro VAR         | Juan Pablo Alba |
| Asistente VAR       | Juan C Vaca     |

| 12         | Guardameta     | Jorge Soto           |  |
| 2          | Defensa        | Daniel Bocanegra 24' |  |
| 14         | Defensa        | Marcos Mina          |  |
| 23         | Defensa        | Brayan Medina        |  |
| 21         | Centrocampista | Alexis Zapata        |  |
| 17         | Centrocampista | Harold Rivera        |  |
| 32         | Centrocampista | Franco Leys 46'      |  |
| 92         | Centrocampista | Yerson Candelo 66'   |  |
| 7          | Delantero      | Cristian Barrios     |  |
| 11         | Delantero      | Duván Vergara        |  |
| 9          | Delantero      | Rodrigo Holgado 79'  |  |
| Entrenador | Entrenador     | Jorge da Silva       |  |

| 1          | Guardameta     | David Ospina          |  |
| 6          | Defensa        | Andrés Román          |  |
| 3          | Defensa        | Juan Felipe Aguirre   |  |
| 16         | Defensa        | William Tesillo       |  |
| 77         | Defensa        | Álvaro Angulo         |  |
| 32         | Centrocampista | Sebastian Guzmán      |  |
| 21         | Centrocampista | Jorman Campuzano      |  |
| 8          | Centrocampista | Edwin Cardona 57'     |  |
| 29         | Delantero      | Andrés Sarmiento 68'  |  |
| 18         | Delantero      | Marino Hinestroza 46' |  |
| 9          | Delantero      | Alfredo Morelos 81'   |  |
| Entrenador | Entrenador     | Efraín Juárez         |  |

| 5  | Defensa        | Jeisson Palacios 24' |  |  |
| 20 | Delantero      | Adrián Ramos 46'     |  |  |
| 36 | Centrocampista | Josen Escobar 66'    |  |  |
| 16 | Delantero      | Felipe Gómez 79'     |  |  |
|    |                |                      |  |  |

| 10 | Centrocampista | Pablo Ceppelini 68' |  |  |
| 19 | Delantero      | Kevin Viveros 57'   |  |  |
| 27 | Delantero      | Dairon Asprilla 46' |  |  |
| 20 | Defensa        | Joan Castro 81'     |  |  |

|  |  |  |  |  |  |  |
|  |  |  |  |  |  |  |

|  |  |  |  |  |  |
|  |  |  |  |  |  |

|  |  |  |
|  |  |  |

|  |  |  |
|  |  |  |
|  |  |  |

|  |  |  |

|  |  |  |

| Árbitro             | José Ortiz      |
| Árbitros asistentes | Jhon Gallego    |
| Árbitros asistentes | Elkin Charrys   |
| Cuarto árbitro      | Ferney Trujillo |
| Árbitro VAR         | Juan Pablo Alba |
| Asistente VAR       | Juan C Vaca     |

|                                      |
| Bandera de Colombia                  |
| Campeón Atlético Nacional 7.º título |